# Zelenîi Pod, Hornostaiivka
Zelenîi Pod (în ucraineană Зелений Под) este un sat în așezarea urbană Hornostaiivka din regiunea Herson, Ucraina.

## Demografie
Componența lingvistică a localității Zelenîi Pod
     Ucraineană (90,99%)
     Rusă (9,01%)
Conform recensământului din 2001, majoritatea populației localității Zelenîi Pod era vorbitoare de ucraineană (90,99%), existând în minoritate și vorbitori de rusă (9,01%).